# 16 Pegasi
16 Pegasi, eller OQ Pegasi, är en variabel av Be-typ (BE) i stjärnbilden Pegasus.
16 Pegasi varierar mellan fotografisk magnitud +5,02 och 5,06 utan någon fastställd periodicitet. Den befinner sig på ett avstånd av ungefär 630 ljusår.